# Мухаммад-шах IV Бахмані
Ала уд-Дін Мухаммад-шах IV (урду علاء الدین شاہ; д/н — 5 березня 1523) — султан держави Бахмані у 1520—1523 роках. Відомий також як Ала уд-Дін Бахман-шах II чи Ала уд-Дін-шах.

## Життєпис
Син султана Махмуд-шаха (за іншими менш правдоподібними відомостями — султана Ахмад-шаха IV. Після повалення останнього фактичним правителем держави — вакілем Амір Барід-ханом — посів трон. На той час султани вже не мали жодної реальної влади (з 1490 року).
Відомий тим, що став останнім бахманідським володарем, що карбував власні золоті динари. 1523 року з невідомих причин повалений вакілем, який поставив на трон його брата Валіуллу-шаха, якого проте через 2 роки замінив іншим братом — Калімуллою.